# Jan Bark
Jan Bark, né le 19 avril 1934 à Härnösand et mort le 27 avril 2012 à Trollbäcken, est un compositeur suédois.

## Biographie
Jan Bark fait ses premières études en tant que tromboniste de jazz, puis va à l'Académie royale suédoise de musique. Il y étudie avec Lars-Erik Larsson et Karl-Birger Blomdahl. Il découvre la musique contemporaine avec György Ligeti à Stockholm. Il fait un séjour aux États-Unis en 1962, où il travaille avec les avant-gardes de l'époque, notamment au Tape Music Center de San Francisco.
En 1964, il voyage en Asie pour étudier la musique orientale. À son retour en Suède, il rentre à la radio suédoise. Il co-fonde le Quatuor Culture, qui est un quatuor de trombones, avec Folke Rabe.
Beaucoup de ses pièces incluent une certaine théâtralité.

## Œuvres
Jan Bark compose beaucoup pour le théâtre et le cinéma. On lui doit également :
- Sonate pour piano (1957)
- Quatuor à cordes no 1 (1959)
- Metakronismer, pour orchestre (1960)
- Boca Chica, pour ensemble instrumental (1962)
- Bolos, pour quatuor de trombone, co-écrit avec Folke Rabe (1962)
- Eko, pour présentateur de nouvelles radiodiffusées et cinq magnétophones (1962)
- Lamento, pour percussion, piano et contrebasse (1962)
- Pyknos pour orchestre (1962)
- Quatuor à cordes no 2 (1962)
- Mansbot, pour chœur d'hommes et douze guitares (1964)
- Missa bassa, pour petit orchestre avec sept chefs d'orchestre, dont six chantent également (1964, création le 1er avril 1967)
- Nota pour chœur mixte « chorégraphique » (1964)
- Ost-Funk, pour huit musiciens de jazz (1964)
- Polonaise, pour quatuor de trombone, co-écrit avec Folke Rabe (1965)
- Bar, musique électronique (1967)
- Tredjedels Signeri, pour trois orgues Hammond (1967)
- Light Music, pur chœur a cappella (1968)
- Lyndon Bunk Johnson, composition collective (1968)
- Irk-Ork 1970, pour ensemble instrumental (1970)
- Her Jacht von het vliegende Joachim, pour trombone, violoncelle et piano (1971)
- Memoria in Memoria, pour groupe de chambre (1974)
- Utspel pour fanfare (1976)
- Malumma, pour tuba et fanfare (1984)
- Concerto pour orchestre (1985)